# 赫讷斯
赫訥斯（土耳其語：Hınıs）是土耳其的城鎮，由埃爾祖魯姆省負責管轄，位於該國東部，面積1,360公里，海拔高度1,720米，2008年人口9,803，居民主要信奉伊斯蘭教遜尼派。
39°22′18″N 41°24′16″E / 39.37167°N 41.40444°E